# 王際亨
王際亨（？—？），字永吉，山東濟南府歷城縣人，明朝政治人物。

## 生平
崇祯九年（1636年）丙子科山東鄉試第三十六名舉人，崇禎十年（1637年），登丁丑科會試第二百五十六名，廷試三甲一百七十六名进士。刑部觀政，十一年六月授南和知縣。

## 家族
曾祖王化，乡耆冠带；祖王应泰，寿官；父王家封，庠生。